# На краю Всесвіту
«На краю Всесвіту» (англ. Farscape) — австралійсько-американський фантастичний телесеріал. Телесеріал знімався в Австралії за участю компанії Джима Хенсона та Hallmark Entertainment на замовлення телеканалу Sci Fi Channel. Пілотна серія вийшла на екрани 19 березня 1999 року. Належить до м'якої наукової фантастики через ігнорування безлічі фізичних законів.

## Історія
Наприкінці 1990-х років компанія «The Jim Henson Company», творець ляльок-мапетів, вирішила спробувати створити таке шоу, яке в усій красі показувало б можливості «The Jim Henson Company», «Jim Henson's Creature Shop», і всього на що вони здатні. А потім, використовуючи створений матеріал, зняти телесеріал, який би виявився насправді чимось особливим.
Результатом стало об'єднали зусиль з Рокні О'Бенноном, творцем «Нації прибульців», «Підводної Одіссеї». Їх завданням було взяти все, що знають і так люблять глядачі у науково-фантастичних серіалах, таких як «Зоряний шлях» і «Вавилон-5» і перенаправити його в нову сторону, закрутити сюжет із звичайного русла у щось, що повністю відрізняється від того, що глядачі вже бачили. Втративши науково-фантастичність, задумка їм вдалася до певної міри, і світ побачив серіал «На краю Всесвіту».

## Сюжет

### Перший сезон
Астронавт і вчений Джон Крайтон випробовує експериментальний космічний апарат, який використовує гравітацію Землі як прискорювач. У разі успіху експеримент мав би стати першим кроком до здійснення міжзоряних перельотів. У польоті біля корабля несподівано утворюється червоточина, яка переносить апарат у невідомий регіон Всесвіту. Крайтон опиняється посеред битви космічних кораблів втікачів-в'язнів різних інопланетних рас і агресивних себаційців. За неочікуваним збігом, землянин виглядає так само, як і себацієць, тому екіпаж спершу вважає Крайтона ворожим агентом.
Джон з'ясовує, що перебуває на живому космічному кораблі Мойя, захопленому в'язнями. Їх переслідують себаційці, що лицемірно називають себе Миротворцями. На борту також перебувають воїн Ка Д'Арго, правитель-вигнанець Райджел XVI та жриця Па'У Зото Заан. Крайтона кидають до камери з Айрін Сун — захопленим офіцером Миротворців. Утікачі змушені співпрацювати, вони переховуються від Миротворців, подорожують між планетами та шукають кожен свій дім.
Крайтон почувається чужим і врешті-решт тікає з Мойї на первісну планету. Коли він опиняється в небезпеці, екіпаж рятує його. Невдовзі корабель натрапляє на червоточину, що веде назад до Землі. Джон повертається додому, де його схоплюють спецслужби. Ніхто, крім батька, не вірить, що це справжній Джон. Проте, Крайтон розкриває, що це лише симуляція іншопланетян, які хотіли дослідити Землю.
Айрін зазнає поранення і решта вирушають на базу Миротворців за ліками. Райджел укладає з керівником бази Скорпіусом угоду — свободу в обмін на Джона. Крайтон під тортурами виявляє, що має приховану пам'ять, закладену Древніми, в якій містяться дані про створення червоточин. Тим часом Мойя народжує корабель Талін, який відбирає Скорпіус. В ході втечі від лідера Миротворців Крайтон і Д'Арго опиняються у відкритому космосі.

### Другий сезон
Айрін рятує Крайтона і Д'Арго й утримує їх на астероїді. Джон розкриває, що вона співпрацює з Крейсом — скинутим Скорпіусом Миротворцем, в обмін на доступ до Таліна. Крейса беруть у заручники і забирають на Мойю, де той запевняє, що тепер на боці втікачів. Мойя знаходить планету себаційців, правителька якої не може мати дітей і примушує Крайтона стати її чоловіком. Айрін починає ревнувати його.
Екіпаж продовжує втечу від Скорпіуса і скарран. Джонові випадає шанс убити його, але невідома сила не дає цього зробити. Крайтон опиняється на Землі, де зустрічає товаришів в інших ролях і завдяки Крейсу розуміє, що це ілюзія скарран.
Містик Старк повідомляє, що знає, де перебуває син Д'Арго. У спробах визволити його екіпаж Мойї пробирається на ринок рабів, що виявляється пасткою Скорпіуса. Повернувши сина, Д'Арго та решта втікачів беруться визволити Крайтона. Його вдається врятувати, та Джон майже божеволіє через імплантат, вживлений Крейсом. Мимоволі Крайтон убиває Айрін, яка перед цим освідчується йому в коханні. Він вирішує позбутися імплантату, та Скорпіус випереджає його. Лиходій заявляє, що імплантат добув знання про червоточини та видаляє його, лишивши Джона живим, аби той жадав помсти, яку не зможе здійснити.

### Третій сезон
Крайтон втратив здатність говорити та вважає, що більше не має мети для життя. Його товаришам вдається оживити Айрін, давши Джонові впевненість, що все це не марно. Мойя і капітан Наяла надовго опиняються в космічній пастці, де два екіпажі намагаються вижити. Крайтон отримує свого клона, а невдовзі Мойя і Талін змушені розділитися. На кожному з кораблів лишається частина команди зі своїм Крайтоном.
Айрін довідується, що її розшукує мати, Ксалакс Сун. Тим часом Скорпіус не може використати добуту імплантатом інформацію і вживляє його собі в мозок. Екіпаж зустрічає Древнього, котрий допомагає видобути знання з мозку Крайтона, щоб створити двигун задля протистояння скарранам, що переслідують утікачів. Джон запускає двигун, однак гине від його випромінювання.
Коли екіпажі возз'єднуються, лишається неясним, який із Крайтонів вижив. Скорпіус пропонує втікачам помилування за всі їхні злочини в обмін на допомогу. Проти цього виступає Миротворець Ґрайза, що вважає такі дії неприпустимими. Крейс віддає наказ Таліну таранити корабель Скорпіуса. Зіткнення знищує напрацювання щодо червоточин, але Талін гине. Несподівано перед Мойєю утворюється червоточина, що засмоктує корабель. Крайтон лишається сам у космосі.

### Четвертий сезон
Джона підбирає старий корабель Елака, який доводиться захищати від найманців Сікозу, котру розшукують Миротворці. Крайтон зустрічає свою команду на планеті, розкопки на якій доводять, що себаційці — нащадки людей, на яких прадавньою цивілізацією ейдолонів було покладено обов'язок підтримувати мир у своїх володіннях. Ґрайза захоплює Скорпіуса і вдає, наче вбила його, щоб переконати екіпаж Мойї у своїй прихильності до них.
Крайтона викрадає Древній, щоб показати небезпеку технології створення червоточин, якщо вона опиниться в Миротворців. Він виконує бажання Джона повернутися додому і Мойя через червоточину опиняється на орбіті Землі. Екіпаж виявляє, що це 1985 рік і намагається виправити події, що загрожують майбутньому. Повернувшись у сучасність, вони виходять на контакт із землянами.
Минає час і Джон бачить, що не знайшов спокою вдома, позаяк оточений увагою, а прибуття іншопланетян турбує земні держави. Ґрайза виходить на його слід, а скаррани викрадають Айрін, тож Крайтон вирушає визволити її. З'ясовується, що Скорпіус отримав технологію червоточин і тепер скаррани полюють на нього. Скорпіус опиняється в полоні, екіпажеві Мойї доводиться розшукувати його, але скаррани отримують потрібні знання і готують атаку на Землю.
У пошуках порятунку Джон приймає допомогу Скорпіуса і добуває знання як закрити червоточину з іншого боку. Він не зможе повернутися на Землю, але убезпечує рідну планету від вторгнення. Мойя сідає на океанічній планеті, де Джон пропонує Айрін одружитися. Та каже, що вагітна від нього і приймає пропозицію. Несподівано нападають ейдолони і, як здається, знищують пару, перетворивши обох на кристали.
Продовження описано в міні-серіалі «На краю Всесвіту: Битва за мир».

## У ролях

Зліва направо: Байалар Крейс, Райджел, Чіана, Заан, Айрін Сун, Джон Крайтон, Ка Д'Арго

| Актор          | Роль                                           |
| -------------- | ---------------------------------------------- |
| Бен Браудер    | Командор IASA Джонатан Роберт Крайтон-молодший |
| Клаудія Блек   | Офіцер Айрін Сан                               |
| Вірджинія Гей  | Па'У Зото Заан                                 |
| Ентоні Сімко   | Ka Д'Арго                                      |
| Джонатан Гарді | Домінар Гайнірської Імперії Райджел XVI        |
| Джиджі Еджлі   | Чіана                                          |
| Лені Тупу      | Байалар Крейс                                  |
| Лені Тупу      | Пілот                                          |
| Пол Годдард    | Старк                                          |
| Вейн Пігрем    | Скорпіус                                       |
| Вейн Пігрем    | Харві                                          |
| Теммі Макінтош | Джулушко Тунай Фента Ховаліс                   |
| Рейлі Гілл     | Сікозу Свала Шанті Сугайші Шану                |
| Меліса Джеффер | Юту-Норанті Пралатонг                          |

## Сезони
З 19 березня 1999 року по 21 березня 2004 року на екрани вийшло 4 сезони (88 епізодів) і міні-серіал, що складається з двох півторагодинних серій.

## Супутня продукція

### Ігри
- Farscape: The Game (2002) — відеогра, командний екшн для Microsoft Windows, розроблений Red Lemon Studios. Мойю захоплюють Миротворці, екіпаж евакуюється на найближчу планету, звідки під контролем гравця повинен втекти та повернути контроль над кораблем.
- Farscape RPG (2002) — настільна рольова гра, заснована на системі D20.

## Зв'язок з іншими творами
- Невелику пародію на «На краю Всесвіту» можна побачити в епізоді «200-й» телесеріалу «Зоряна брама: SG-1», в якому також знімалися Бен Браудер і Клаудіа Блек.
- Емблема миротворців заснована на агітплакаті часів громадянської війни в Росії «Клином красным бей белых!» Лазара Лисицького[7].